# Plasmină

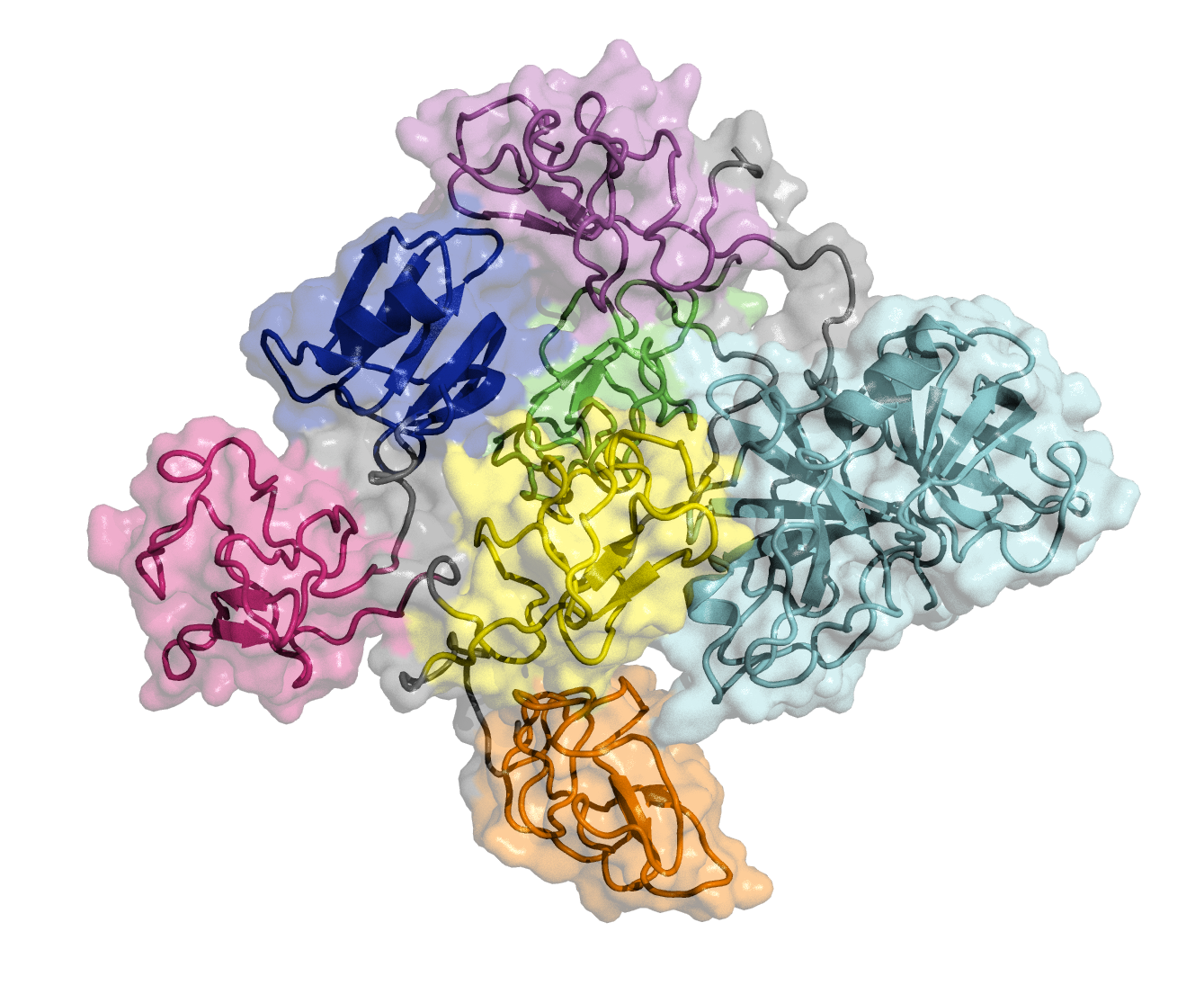
Structura plasminogenului

Plasmina (EC 3.4.21.7) este o enzimă prezentă în sânge care are ca scop degradarea multor proteine sanguine, inclusiv a fibrinei care formează trombusul. Procesul de degradare al fibrinei are denumirea de fibrinoliză. La om, plasmina este formată de plasminogen, un zimogen codificat de gena PLG.